# Evans Közszolgálati Intézet
A Daniel J. Evans Közszolgálati Intézet a Washingtoni Egyetem seattle-i campusán működik. Az 1962-ben alapított iskola dékánja Jodi R. Sandfort.
A U.S. News & World Report közszolgálati képzéseket értékelő 2021-es rangsorában az intézmény a negyedik helyen áll.

## Névadó
A korábbi Közjogi Mesterképzési Intézet 2000-ben felvette Daniel J. Evans szenátor nevét.

## Székhely
Az intézet székhelye az 1902-ben átadott Parrington épület, amely Vernon Louis Parrington oktató nevét viseli. A 2019–2020-ban 24 millió dolláros energetikai felújításon átesett létesítmény 2020 szeptemberében nyílt újra.

## Nevezetes személyek
- Bob Hasegawa[8]
- Christine Rolfes[9]
- Joe McDermott[10]
- Karen Fraser[11]
- Marcus Riccelli[12]
- Mark Mullet[13]
- Nicole Macri[14]
- Norm Rice[15]
- Sally J. Clark[16]
- Vandana Slatter[17]

## Fordítás
- Ez a szócikk részben vagy egészben  az   Evans School of Public Policy and Governance című angol Wikipédia-szócikk ezen változatának fordításán alapul.  Az eredeti cikk szerkesztőit annak laptörténete sorolja fel. Ez a jelzés csupán a megfogalmazás eredetét és a szerzői jogokat jelzi, nem szolgál a cikkben szereplő információk forrásmegjelöléseként.